# آرتاشات

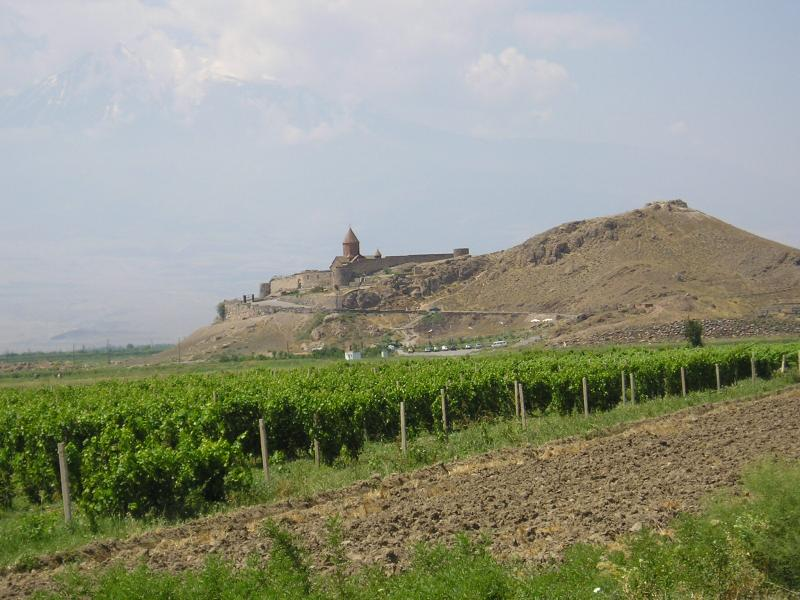

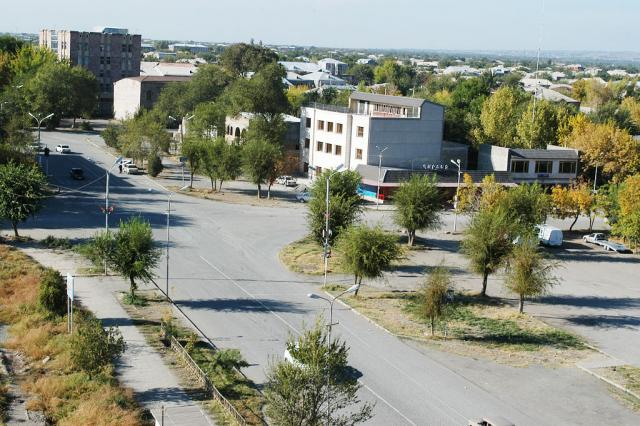

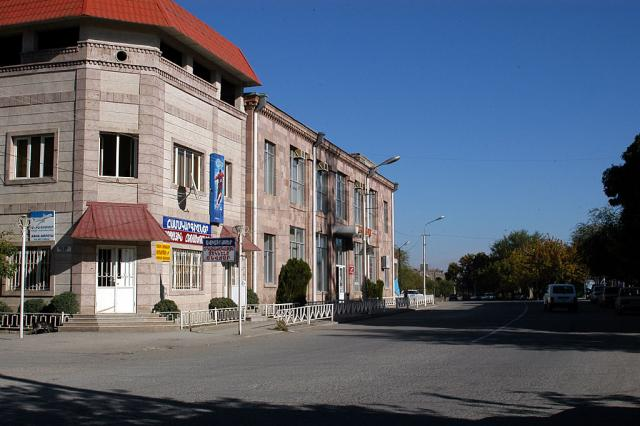

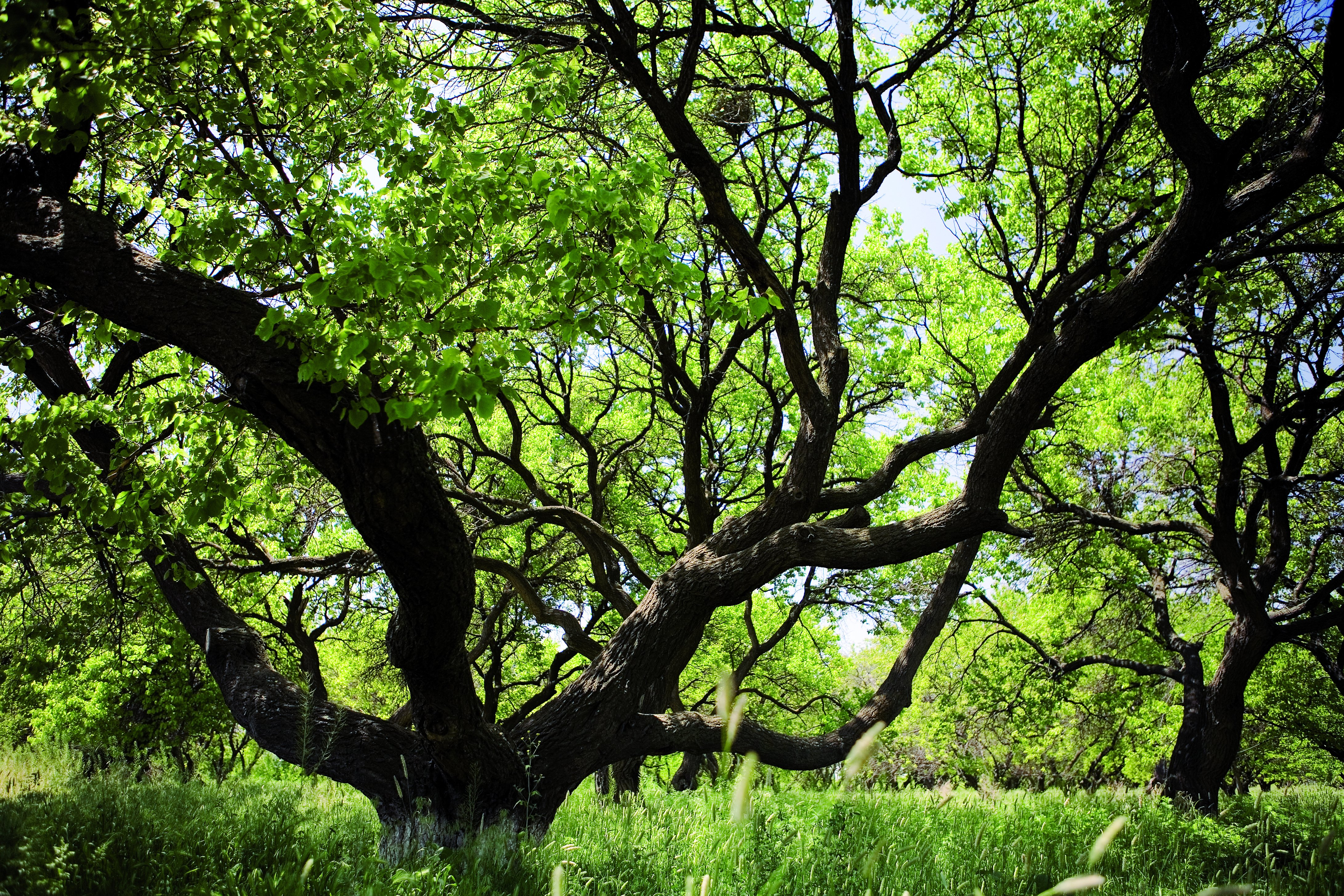

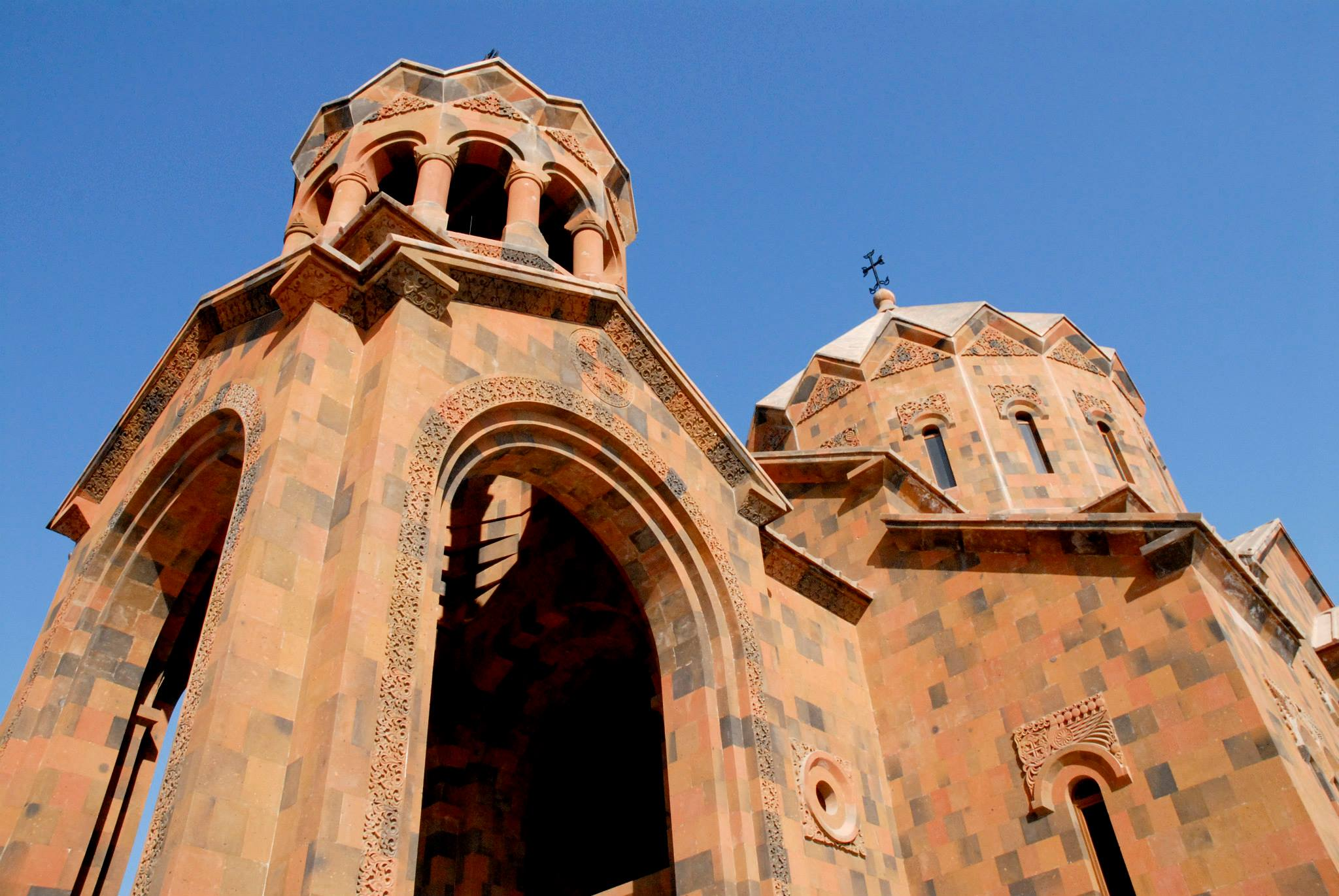
کلیسای هُوْهانِس مقدس آرتاشات

آرتاشات (به ارمنی: Արտաշատ) یک شهرک در ارمنستان است که در استان آرارات واقع شده‌است.  در  کیلومتری شمال آرتاشات، مرکز استان آرارات واقع شده است. آرتاشات شهرکی است قدیمی در کرانه رود ارس است. این شهرک مرکز استان آرارات است.

## ریشه‌شناسی
نام آرتاشات از زبان فارسی میانه گرفته شده و از دو جزء ارد (حق) و شاد تشکیل شده و به معنی «شادی حق» است.

## تاریخچه
این شهر توسط شاه آرتاشس یکم در ۱۷۶ پ. م. بنیاد شده بود و از سال ۱۸۵ تا ۱۲۰ پیش از میلاد پایتخت پادشاهی ارمنستان و مرکز سیاسی و فرهنگی ارمنی‌ها بشمار می‌آمد. و با عنوان «وُستان هایوتس» (دربار ارمنیان) معروف بود.

## جغرافیا و آب و هوا
آرتاشات ۱۸٫۳ کیلومتر مربع مساحت و ۲۲٬۲۶۹ نفر جمعیت دارد و ۸۳۰ متر بالاتر از سطح دریا واقع شده‌است.  در  کیلومتری شمال آرتاشات، مرکز استان آرارات واقع شده است.
| داده‌های اقلیم آرتاشات   | داده‌های اقلیم آرتاشات | داده‌های اقلیم آرتاشات | داده‌های اقلیم آرتاشات | داده‌های اقلیم آرتاشات | داده‌های اقلیم آرتاشات | داده‌های اقلیم آرتاشات | داده‌های اقلیم آرتاشات | داده‌های اقلیم آرتاشات | داده‌های اقلیم آرتاشات | داده‌های اقلیم آرتاشات | داده‌های اقلیم آرتاشات | داده‌های اقلیم آرتاشات | داده‌های اقلیم آرتاشات |
| ماه                     | ژانویه                | فوریه                 | مارس                  | آوریل                 | مه                    | ژوئن                  | ژوئیه                 | اوت                   | سپتامبر               | اکتبر                 | نوامبر                | دسامبر                | سال                   |
| ----------------------- | --------------------- | --------------------- | --------------------- | --------------------- | --------------------- | --------------------- | --------------------- | --------------------- | --------------------- | --------------------- | --------------------- | --------------------- | --------------------- |
| میانگین بیش‌ترین °C (°F) | ۱٫۹ (۳۵)              | ۴٫۷ (۴۰)              | ۱۲٫۴ (۵۴)             | ۱۹٫۶ (۶۷)             | ۲۵٫۱ (۷۷)             | ۲۹٫۹ (۸۶)             | ۳۴٫۴ (۹۴)             | ۳۳٫۵ (۹۲)             | ۲۹٫۲ (۸۵)             | ۲۱٫۲ (۷۰)             | ۱۲٫۹ (۵۵)             | ۵٫۲ (۴۱)              | ۱۹٫۱۷ (۶۶٫۳)          |
| میانگین روزانه °C (°F)  | −۲٫۶ (۲۷)             | −۰٫۲ (۳۲)             | ۶٫۵ (۴۴)              | ۱۳٫۱ (۵۶)             | ۱۸٫۰ (۶۴)             | ۲۲٫۳ (۷۲)             | ۲۶٫۴ (۸۰)             | ۲۵٫۷ (۷۸)             | ۲۱٫۱ (۷۰)             | ۱۴٫۱ (۵۷)             | ۷٫۱ (۴۵)              | ۰٫۸ (۳۳)              | ۱۲٫۶۹ (۵۴٫۸)          |
| میانگین کم‌ترین °C (°F)  | −۷٫۰ (۱۹)             | −۵٫۰ (۲۳)             | ۰٫۶ (۳۳)              | ۶٫۶ (۴۴)              | ۱۱٫۰ (۵۲)             | ۱۴٫۷ (۵۸)             | ۱۸٫۵ (۶۵)             | ۱۸٫۰ (۶۴)             | ۱۳٫۱ (۵۶)             | ۷٫۰ (۴۵)              | ۱٫۴ (۳۵)              | −۳٫۵ (۲۶)             | ۶٫۲۸ (۴۳٫۳)           |
| بارندگی میلی‌متر (اینچ)  | ۱۹ (۰٫۷۵)             | ۲۲ (۰٫۸۷)             | ۲۷ (۱٫۰۶)             | ۳۵ (۱٫۳۸)             | ۴۶ (۱٫۸۱)             | ۲۵ (۰٫۹۸)             | ۱۲ (۰٫۴۷)             | ۹ (۰٫۳۵)              | ۱۱ (۰٫۴۳)             | ۲۶ (۱٫۰۲)             | ۲۲ (۰٫۸۷)             | ۱۷ (۰٫۶۷)             | ۲۷۱ (۱۰٫۶۶)           |
| منبع: Climate-Data.org  |                       |                       |                       |                       |                       |                       |                       |                       |                       |                       |                       |                       |                       |

## جمعیت‌شناسی
نمودار جمعیتی آرتاشات از ۱۹۴۵ میلادی:
| سال   | ۱۹۴۵  | ۱۹۵۹  | ۱۹۷۴   | ۱۹۷۶   | ۱۹۸۹   | ۲۰۰۱   | ۲۰۱۱   | ۲۰۱۶   |
| جمعیت | ۴٬۲۰۰ | ۷٬۲۷۷ | ۱۴٬۹۰۵ | ۱۶٬۷۷۴ | ۳۲٬۰۰۰ | ۲۲٬۶۰۰ | ۲۲٬۲۶۹ | ۱۸٬۷۰۰ |

## فرهنگ
از مراکز فرهنگی این شهر «تئاتر آمو خارازیان» و «فرهنگسرای شارل آزناوور» است. شارل آزناوور خواننده سرشناس فرانسوی ارمنی تبار است.

## خواهرخوانده
شهرهای زیر خواهرخوانده‌های آرتاشات هستند.
- 18th district of Budapest
- کلمر, فرانسه[۸] از ۲۰۰۳

## مشاهیر بومی
- سرگئو کاراپتیان, سیاستمدار و وزیر پیشین کشاورزی.
- گوسان هایکازون, آهنگساز معاصر.
- واروژان یپرمیان, نقاش برجسته.
- گقام کادیمیان, بازیکن فوتبال.